# Serhij Mjakuschko
Serhij Wolodymyrowytsch Mjakuschko (ukrainisch Сергій Володимирович Мякушко; * 15. April 1993 in Kiew) ist ein ukrainischer Fußballspieler. Seit 2017 spielt er für Karpaty Lwiw in der ukrainischen ersten Liga.

## Karriere
Mjakuschko begann seine Karriere bei Obolon Kiew, wo er im Juli 2011 in der Premjer-Liha debütierte. Mit Obolon stieg er 2012 in die zweite Liga ab. Im Februar 2013 wechselte er zum Stadtrivalen Dynamo Kiew, wo er für die Zweitmannschaft spielte. 2014 wurde er an den Erstligisten FC Hoverla-Zakarpattya Uschhorod verliehen. Nach seiner Rückkehr wurde er in die erste Mannschaft hochgezogen.

## Erfolge
- Ukrainischer Meister: 2016